# Monte-Carlo Masters 2021
Monte-Carlo Masters 2021 (còn được biết đến với Rolex Monte-Carlo Masters vì lý do tài trợ) là một giải quần vợt nam chuyên nghiệp thi đấu trên mặt sân đất nện ngoài trời. Đây là lần thứ 114 giải Monte Carlo Masters được tổ chức. Giải đấu diễn ra tại Monte Carlo Country Club ở Roquebrune-Cap-Martin, France (thường được gọi là Monte Carlo, Monaco) và là một phần của Masters 1000 trong ATP Tour 2021.
Giải đấu năm 2020, diễn ra từ ngày 13 – 19 tháng 4 năm 2020, bị hủy do ảnh hưởng của Đại dịch COVID-19 tại Pháp. Do đại dịch COVID-19, không có khán giả vào sân trong giải đấu năm 2021.

## Điểm và tiền thưởng

### Phân phối điểm
Bởi vì Monte Carlo Masters là giải Masters 1000 không bắt buộc, quy tắc đặc biệt về phân phối điểm đang ở trong vị trí. Monte Carlo Masters được tính trong thành tích của các tay vợt là giải 500, trong khi đó điểm được phân phối như Masters 1000.
| Sự kiện | VĐ    | CK  | BK  | TK  | Vòng 1/16 | Vòng 1/32 | Vòng 1/64 | Q  | Q2 | Q1 |
| Đơn nam | 1,000 | 600 | 360 | 180 | 90        | 45        | 10        | 25 | 16 | 0  |
| Đôi nam | 1,000 | 600 | 360 | 180 | 90        | 0         | —         | —  | —  | —  |

### Tiền thưởng
| Sự kiện | VĐ       | CK       | BK      | TK      | Vòng 1/16 | Vòng 1/32 | Vòng 1/64 | Q2     | Q1     |
| Đơn     | €251,085 | €150,000 | €85,000 | €46,500 | €29,000   | €18,100   | €12,000   | €6,100 | €3,250 |
| Đôi*    | €50,000  | €35,000  | €24,000 | €16,250 | €11,000   | €7,500    | —         | —      | —      |

*mỗi đội

## Nội dung đơn

### Hạt giống
| Quốc gia | Tay vợt               | Xếp hạng1 | Hạt giống |
| -------- | --------------------- | --------- | --------- |
| SRB      | Novak Djokovic        | 1         | 1         |
| RUS      | Daniil Medvedev       | 2         | 2         |
| ESP      | Rafael Nadal          | 3         | 3         |
| GRE      | Stefanos Tsitsipas    | 5         | 4         |
| GER      | Alexander Zverev      | 6         | 5         |
| RUS      | Andrey Rublev         | 8         | 6         |
| ARG      | Diego Schwartzman     | 9         | 7         |
| ITA      | Matteo Berrettini     | 10        | 8         |
| ESP      | Roberto Bautista Agut | 11        | 9         |
| FRA      | Gaël Monfils          | 13        | 10        |
| BEL      | David Goffin          | 14        | 11        |
| ESP      | Pablo Carreño Busta   | 15        | 12        |
| POL      | Hubert Hurkacz        | 16        | 13        |
| BUL      | Grigor Dimitrov       | 17        | 14        |
| ITA      | Fabio Fognini         | 18        | 15        |
| CHI      | Cristian Garin        | 20        | 16        |

- Bảng xếp hạng vào ngày 5 tháng 4 năm 2021

### Vận động viên khác
Đặc cách:
- Lucas Catarina
- Lorenzo Musetti
- Lucas Pouille
- Holger Rune

Vượt qua vòng loại:
- Salvatore Caruso
- Marco Cecchinato
- Federico Delbonis
- Thomas Fabbiano
- Dominik Koepfer
- Alexei Popyrin
- Stefano Travaglia

Thua cuộc may mắn:
- Juan Ignacio Londero
- Pedro Martínez

### Rút lui
Trước giải đấu
- Borna Ćorić → thay thế bởi  Tommy Paul
- John Isner → thay thế bởi  Pablo Andújar
- Daniil Medvedev → thay thế bởi  Juan Ignacio Londero
- Gaël Monfils → thay thế bởi  Pedro Martínez
- Kei Nishikori → thay thế bởi  Laslo Đere
- Reilly Opelka → thay thế bởi  Jérémy Chardy
- Dominic Thiem → thay thế bởi  Alejandro Davidovich Fokina
- Stan Wawrinka → thay thế bởi  Jordan Thompson

### Bỏ cuộc
- Nikoloz Basilashvili
- Alejandro Davidovich Fokina
- Pedro Martínez

## Nội dung đôi

### Hạt giống
| Quốc gia | Tay vợt               | Quốc gia | Tay vợt          | Xếp hạng1 | Hạt giống |
| -------- | --------------------- | -------- | ---------------- | --------- | --------- |
| COL      | Juan Sebastián Cabal  | COL      | Robert Farah     | 5         | 1         |
| CRO      | Nikola Mektić         | CRO      | Mate Pavić       | 5         | 2         |
| CRO      | Ivan Dodig            | SVK      | Filip Polášek    | 17        | 3         |
| ESP      | Marcel Granollers     | ARG      | Horacio Zeballos | 20        | 4         |
| USA      | Rajeev Ram            | GBR      | Joe Salisbury    | 23        | 5         |
| NED      | Wesley Koolhof        | POL      | Łukasz Kubot     | 26        | 6         |
| FRA      | Pierre-Hugues Herbert | FRA      | Nicolas Mahut    | 29        | 7         |
| GER      | Kevin Krawietz        | ROU      | Horia Tecău      | 42        | 8         |

- Bảng xếp hạng vào ngày 5 tháng 4 năm 2021.

### Vận động viên khác
Đặc cách:
- Romain Arneodo /  Hugo Nys
- Simone Bolelli /  Jannik Sinner
- Petros Tsitsipas /  Stefanos Tsitsipas

Thay thế:
- Alexander Bublik /  Dušan Lajović
- Ariel Behar /  Gonzalo Escobar

### Rút lui
Trước giải đấu
- Jan-Lennard Struff /  Dominic Thiem → thay thế bởi  Alexander Bublik /  Dušan Lajović
- Jamie Murray /  Bruno Soares → thay thế bởi  Jamie Murray /  Jan-Lennard Struff
- Tim Pütz /  Alexander Zverev → thay thế bởi  Ariel Behar /  Gonzalo Escobar

### Bỏ cuộc
- Romain Arneodo /  Hugo Nys

## Nhà vô địch

### Đơn
- Stefanos Tsitsipas đánh bại  Andrey Rublev, 6–3, 6–3

### Đôi
- Nikola Mektić /  Mate Pavić đánh bại  Dan Evans /  Neal Skupski, 6–3, 4–6, [10–7]